# Василије Перевалов
Василије Перевалов (Ниш, 20. март 1937) српски је вајар и један од доајена нишке вајарске сцене чија професионална каријера траје од средине шездесетих година 20. века, када почиње свој стваралачки пут, педагошку и ликовну активност којом је значајно допринео развоју и афирмацији вајарства у Нишу.
Син је кубанског козака.

## Живот и каријера
Рођен је 20. марта 1937. године у Нишу, у коме је завршио средњу Уметничку школу 1958. године. Академију за примењене уметност у Београду, на вајарском одсеку, у класи професора Радета Станковића завршио је 1963. године.
Од 1964. до 1977. радио је као професор стручних предмета на вајарском одсеку у Уметничкој школи у Нишу, у којој је 1967. године основао одсек индустријског дизајна.
Од 1977. године радио је као просветни саветник у Педагошком заводу у Нишу.
Од 1990. године до пензионисања 2001. године обављао је дужност републичког инспектора - школског надзорника за ликовну културу и просветног саветник за предмет ликовна култура. На овој дужности вршио је надзор у реализацији програма наставе ликовне културе у основним и средњим школама. Као просветни саветник одржао је бројна предавања ликовним педагозима Републике Србије и СФР Југославије.
У два мандата био је члан комисије Просветног савета Републике Србије за ликовну културу.
Аутор је и кооаутор програма стручних предмета за уметничку школу и програма ликовне културе за основну и средњу школу.
Члан је УЛУПУДС-а од 1969. године и један од оснивача регионалног друштва у Нишу.

## Уметничко стваралаштво
У свом уметничком стваралаштву, Василије Перевалов углавном се определио за принцип сублимације и редукције форме различитих нивоа, дајући својим скулптурама углавном карактер асоцијативног са ретким екскурзима у домен чисте апстракције.
Пишући о почетним радовима Василија Перевалова из 1969. године, ликовни критичар Војислав Девић указивао је на извесне паралеле са средњевековном уметношћу, у његовим делима. Иако је током деценија ово стваралачко надахнуће бледило, ипак и у својим најновијим скулптурама Василије се изнова вратио овом ослонцу духовне и формалне природе, коју доминантно допуњује формом кугле у пуном волумену или сегментарно, и позиционира је као централно језгро коме у полузатвореном или отвореном простору теже 
друге форме.
Уметников мотивски репертоар из опуса „Естетика тродимензионалног облика”
У најновијем периоду ликовног стваралаштва уметникова дела имају своје извориште у свету фигурације и зооморфним мотивима, у којима он;
| „ | Одустајући од дескрипције, брише све што је сувишно и описно, и почетне мотиве своди на компактну композицију уравнотежених и складно ритмованих форми меко моделованих, глатких површина. Можда више него раније, у композиционом дефинисању нових скулптура Перевалов користи форму кугле, у пуном волумену или сегментарно, коју позиционира као централно језгро коме у полузатвореном или отвореном простору теже друге форме (Ужарено језгро, Раст, Чуварке блага, Жар птица). Уметник заправо редуцира облик често до крајње, осетљиве границе препознатљивости а номинацијом дела посматрачу указује пут ка тумачењу и смислу. | ” |

У начину на који Перевалов дефинише фигуралне композиције његовог најновијег циклуса подвргавајући их стилизацији, препознајемо;
| „ | Далеко надахнуће у нашој средњовековној уметности. Ритмика набора хитона и химатиона коју познајемо са фресака доживела је своје опредмећење у скулптурама Владар, Игуманија, Стара монахиња, Стеногоша, Породица, Чуварке блага, краљ Уроша I и краљица Јелена Анжујска. | ” |

Василије Перевалов чувар старих техника обраде метала
Василије Перевалов, спада и у групу ретких вајара у Србији који се професионално бави старим међусобно допуњујућим техникама уметничке обраде метала — искуцавања и цизелирања, које се изводе на сребру, бакру, месингу, а њен резултат рада је плитки рељеф, или форма тродимензионалног објекта.

## Ликовне колоније
Учесник је ликовних колонија у Сићеву, Поганову, Мокрој Гори, Рибарској Бањи и Липовцу.

## Награде и признања
Добитник је:
- 1982. — Октобарске награде града Ниша за ликовну уметност
- 1989. — Дипломе заслужног ликовног педагога Југославије, Савеза за унапређивање ликовне културе Југославије.
- Друге награде на југословенском конкурсу за споменичко обележје у Нишу.
- 1970. Признање за ауторско дело — Ректорски ланац нишког Универзитета

Скулптуре Васлија Перевалова данас се налазе у колекцијама: Народног музеја у Нишу, Галерији савремене ликовне уметности Ниш, ликовној колонији у Мокрој Гори и ентеријеру лечилишта у Рибарској Бањи.

### Самосталне изложбе
| Година | Место одржавања изложбе |
| ------ | --- |
| 1969   | - Ниш, Ликовни салон центра за културу |
| 1980   | - Ниш, Дом омладине „Јосип Колумбо” |
| 1981   | - Ниш, Салон 77 - Прокупље, Галерија народног музеја Топлице - Крагујевац, Народни музеј - Београд, Галерија Коларчевог народног универзитета |
| 2007   | - Ниш, Галерија СЛУ Ниш, Павиљон у тврђави |
| 2008   | - Прокупље, Галерија „Божа Илић” - Димитровград, Центар за културу — градска галерија                                                         |
| 2013   | - Крушевац, Народни музеј - Пирот, Галерија „Чедомир Крстић”                                                                                  |
| 2017   | - Ниш, Галерија СЛУ Ниш, Изложбени простор у официрском дому                                                                                  |

### Колективне изложбе
На колективним изложбама учествује од 1965. године, у различитим градовима Србије и иностранству. До сада је излагао у Београду, Нишу, Крагујевцу, Приштини, Крајови (Румунија).